# 산청 문익점 신도비
산청 문익점 신도비(山淸 文益漸 神道碑)는 대한민국 경상남도 산청군 신안면 신안리에 있는 문익점(1329년 ~ 1398년)의 신도비이다. 1983년 8월 6일 경상남도의 문화재자료 제53호로 지정되었다.

## 개요
신도비란 왕이나 고관등의 평생업적을 기록하여 그의 묘 남동쪽에 세워두는 것으로, 이 비는 고려 후기의 문신이자 학자인 문익점 선생의 공적을 적고 있다.
문익점(1329∼1398)은 공민왕 9년(1360) 과거에 급제하여 김해부사록과 순유박사 등을 지내었다. 공민왕 12년(1363)에는 서장관이 되어 원나라에 간 일이 있었는데, 당시 원나라에 와 있던 고려사람 최유가 충선왕의 셋째 아들 덕흥군을 왕으로 추대하고자 공민왕을 몰아내려 하였다가 최영에게 패한 일이 생겨, 문익점도 그 누명을 쓰고 귀국과 동시에 관직을 삭탈 당하였다. 귀국할 때 붓뚜껑 속에 목화 몇 송이를 숨겨와 정천익과 함께 시험재배를 하였으며, 3년간의 노력 끝에 성공하여 전국에 퍼지게 하였다. 훗날 조식은 그의 이러한 공로를 기리어 시를 지어 찬양하기도 하였다.
비는 조선 순조 34년(1834)에 세운 것으로, 강화도 물 가운데에서 돌을 캐어 등짐으로 3년여를 옮긴 후 마을의 도로변에 세워놓은 것이라 한다. 그 후 비각은 불에 타 없어지고, 1943년 조선총독부와 경상남도청에서 지금의 자리로 옮겨 세웠다.

## 같이 보기
- 문익점

## 참고 자료
- 산청 문익점 신도비 - 국가유산청 국가유산포털